# Stichodactyla gigantea
Stichodactyla gigantea là một loài hải quỳ thuộc chi Stichodactyla trong họ Stichodactylidae. Loài này được mô tả lần đầu tiên vào năm 1775.

## Phạm vi phân bố và môi trường sống
S. gigantea có phạm vi trải rộng khắp khu vực Ấn Độ Dương - Thái Bình Dương. Từ Biển Đỏ trải dài về phía đông đến Nouvelle-Calédonie, giới hạn phía bắc đến Nhật Bản, phía nam đến Singapore và Úc.
Loài này ưa sống trên nền cát ở vùng nước nông, đặc biệt là những nơi ít bùn và có nhiều san hô.

## Mô tả
Đĩa miệng hiếm khi có đường kính vượt quá 50 cm, có màu hồng hoặc nâu. Xúc tu thường có màu nâu hoặc xanh lục, nhưng phần ngọn đôi khi lại có màu hồng, tím, xanh lam đậm hoặc xanh lục. Thân hải quỳ có nhiều màu: màu vàng nhạt, nâu tanin, xanh lục lam hoặc lục xám.

## Sinh thái học
Xúc tu của S. gigantea có độ dính, nếu bám chặt vào tay có thể kéo cả hải quỳ ra khỏi nơi ẩn nấp. Tuy nhiên, S. gigantea không gây cảm giác châm chích nếu chạm vào da.

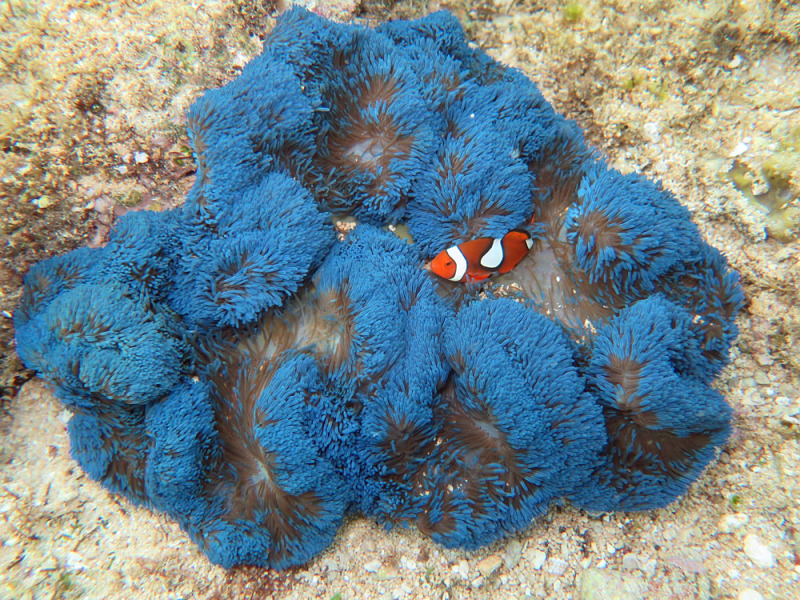
S. gigantea xúc tu xanh và cá hề A. percula

S. gigantea được nhiều loài cá hề chọn làm vật chủ để sống cộng sinh, đó là những loài:
- Amphiprion akindynos
- Amphiprion bicinctus
- Amphiprion clarkii
- Amphiprion latezonatus
- Amphiprion ocellaris
- Amphiprion percula
- Amphiprion perideraion
- Amphiprion rubrocinctus

Cá thia con của loài Dascyllus trimaculatus cũng chọn hải quỳ S. gigantea làm nơi cư trú. Bên cạnh đó, nhiều loài sinh vật cũng sống cộng sinh cùng với loài hải quỳ này, như tôm Thor amboinensis và Periclimenes brevicarpalis, hải sâm Holothuria hilla và Stichopus vastus, cá sơn Ostorhinchus novemfasciatus cùng một số loài cua (có cả cua ẩn sĩ).
S. gigantea là một loài sinh sản vô tính theo hình thức phân mảnh. Ở nhiều nơi tại Indonesia, S. gigantea có thể được chế biến như một món hải sản.

## Độc tố và tác dụng dược học
Nghiên cứu cho thấy, protein thô thu được từ chiết xuất methanol ở hải quỳ S. gigantea và Stichodactyla mertensii có thể gây hiện tượng tán huyết trên hồng cầu của người (và một số loài vật), khả năng gây độc thần kinh và có thể gây chết người. Dịch chiết thô của hai loài hải quỳ này còn có tác dụng làm giảm đau (được thí nghiệm ở chuột), cũng như đặc tính kháng khuẩn và nấm.